# Бачешти (Арђеш)
Бачешти (рум. Băcești) насеље је у Румунији у округу Арђеш у општини Драгану. Oпштина се налази на надморској висини од 462 m.

## Становништво
Према подацима из 2002. године у насељу је живело 317 становника, од којих су сви румунске националности.